# Sannan (Tibet)
Sannan (egyszerűsített kínai írással: 山南市, pinjin: Shānnán) prefektúra szintű város Kínában,  Tibeti Autonóm Régióban. Lakosainak száma 354 035 fő (2020).

## Népesség
| 2007 | 330 152 |
| 2020 | 354 035 |